# 𪉈鹭树镇
鴜鷺树镇，是中华人民共和国辽宁省铁岭市昌图县下辖的一个乡镇级行政单位。

## 行政区划
鴜鷺树镇下辖以下地区：
中心社区、云盘村、包家桥村、柳条村、老门村、此路村、新发村、腰道村、兴隆村、腰村、东堡村、干沟村、袁家村、新门村和许家村。

## 教育状况
昌圖縣此鴜鷺樹鎮中心小學，創校於1912年，是一所普通鄉鎮小學。該校位於此路樹鎮街西。明德小學，是世界500強企業臺灣台塑集團，董事長王永慶先生在貧困地區所創辦的一個興學專案。昌圖縣此路樹鎮中心小學是受該項目資助的學校之一。昌圖縣鴜鷺中學，始建1959年，時名瀋陽市昌圖縣第十四中學。是遼寧普通中學學校，從事初級中學義務教育。

## 歷史著名人物
鴜鷺樹鎮人傑地靈，是海峽兩岸和平統一促進會會長，愛國人士梁肅戎的故鄉，也是著名作家，紅學家端木蕻良的出生地，1936年端木蕻良發表了著名的短篇小說《鴜鷺湖的憂鬱》，把家鄉的這片水泊命名為鴜鷺湖。

## 鴜鷺樹鎮走出的學子
徐平：博士 & EMBA，新加坡政府獎學金獲得者，蘭梅環保科技集團公司創始人之一。留學于南洋理工大學、新加坡國立大學、國立政治大學及賓夕法尼亞大學。